# Motorola Solutions
Motorola Solutions, Inc. è un fornitore statunitense di apparecchiature di comunicazione e telecomunicazione dei dati che è subentrato a Motorola Inc. a seguito dello scorporo della divisione di telefonia mobile in Motorola Mobility nel 2011. La società ha sede a Chicago, Illinois.

## Storia
Motorola Solutions ha iniziato a operare come società indipendente separata il 4 gennaio 2011, con il simbolo MSI del NYSE. È il successore legale della vecchia Motorola, Inc. (fondata nel 1928). La transazione è stata strutturata in modo che il vecchio Motorola abbia cambiato nome in Motorola Solutions e abbia trasformato Motorola Mobility come società separata. Motorola Solutions ha conservato la cronologia dei prezzi delle azioni Motorola precedente al 2011, sebbene il vecchio simbolo ticker Motorola MOT fosse ritirato.
La società produce e vende prodotti e servizi di comunicazione a enti pubblici e di pubblica sicurezza (forze dell'ordine, vigili del fuoco, servizi medici di emergenza e sicurezza del governo nazionale) nonché a soggetti privati inclusi servizi pubblici, miniere, energia, produzione, ospitalità, vendita al dettaglio, trasporti la logistica.
Oltre alla Motorola Solutions comprendeva la precedente divisione Government and Public Safety di Motorola Inc, la divisione di gestione della mobilità aziendale e il gruppo di infrastrutture cellulari.
Motorola Solutions ha venduto il settore delle infrastrutture cellulari a Nokia Siemens Networks. L'acquisizione, che è stata inizialmente annunciata nel luglio 2010, è stata completata il 29 aprile 2011 per $ 975 milioni in contanti. Nell'ambito della transazione circa 6.900 dipendenti sono stati trasferiti a Nokia Siemens Networks. Nell'ex casa madre Motorola, era la seconda divisione più grande in base alle entrate.
Il 27 ottobre 2014, Motorola Solutions ha venduto la sua attività Enterprise a Zebra Technologies per 3,45 miliardi di dollari in contanti.  Nell'ambito della vendita, circa 4.500 dipendenti Motorola Solutions provenienti da sedi in tutto il mondo sono stati trasferiti a Zebra. Gran parte di questa attività era in precedenza Symbol Technologies, acquisita da Motorola, Inc. nel 2007.
Nel mese di agosto 2015, la società ha ricevuto un investimento di $ 1 miliardo dalla private equity società di Silver Lake Partners, che consente un riacquisto di azioni proprie e di fornire Silver Lake con due posti a bordo.
Nel dicembre 2015, la società ha annunciato che avrebbe acquisito Airwave Solutions, l'operatore con sede nel Regno Unito della rete radio di sicurezza pubblica britannica al servizio dei servizi di polizia, antincendio e ambulanza in Inghilterra, Scozia e Galles.  La società ha completato l'acquisizione il 19 febbraio 2016.
A partire da marzo 2017, Motorola Solutions ha presentato una serie di azioni legali contro il produttore di radio bidirezionale cinese Hytera negli Stati Uniti, in Germania e in Australia, nonché con la Commissione commerciale internazionale degli Stati Uniti (USITC).  Le denunce sostengono che Hytera stia violando intenzionalmente i brevetti di proprietà di Motorola Solutions e utilizzando segreti commerciali rubati da tre ex dipendenti di Motorola Solutions assunti da Hytera. Motorola Solutions sta cercando di impedire a Hytera di vendere e importare i suoi dispositivi in questi paesi. Nell'aprile 2017, l'USITC ha annunciato di aver deciso di avviare un'indagine sulle pratiche commerciali di Hytera.
Nell'agosto 2017, Motorola Solutions ha annunciato di aver completato l'acquisizione di Kodiak Networks, un fornitore privato di PTT (Broad-to-talk) a banda larga per clienti commerciali.
Nel dicembre 2017, il produttore radiofonico bidirezionale Hytera ha presentato contenzioso antitrust contro Motorola Solutions sostenendo che Motorola si sta impegnando in pratiche anticoncorrenziali illegali ai sensi dello Sherman Act e Clayton Act . La denuncia di Hytera sostiene che Motorola Solutions impedisce a Hytera di competere sul mercato statunitense, applicando prezzi gonfiati e impegnandosi in un regime monopolistico che include il forzare i rivenditori LMR a eliminare i prodotti Hytera.
Nel marzo 2018, Motorola Solutions ha acquisito Avigilon per circa $ 1 miliardo.
Nel gennaio 2019, la società ha acquisito la VaaS International Holdings con sede a Livermore, in California , e la sua controllata Vigilant Solutions, società tecnologica per la lettura di targhe, per $ 445 milioni.

## Critica e polemica
Nel novembre 2019, studiosi legali e attivisti per i diritti umani hanno invitato Motorola a smettere di lavorare con l'immigrazione e l'applicazione delle dogane degli Stati Uniti perché la loro controllata Vigilant Solutions contribuisce direttamente alla deportazione di migranti privi di documenti.